# Scrotolita
Lo scrotolita è una calcificazione situata tra le tuniche vaginali del testicolo.
Sono reperti occasionali relativamente comuni, con una prevalenza inferiore al 3% in ogni fascia di età, e possono derivare da ematomi, da processi infiammatori o da esiti di torsione del testicolo.
Visibile all'ecografia, spesso in associazione a idrocele, hanno una prognosi benigna e non necessitano di trattamento.